# Fabrizio Carola
Fabrizio Carola (né le 2 avril 1931 à Naples et mort le 4 janvier 2019) est un architecte italien contemporain ayant consacré la majorité de sa carrière à l'architecture bioclimatique de l'Afrique. Il a reçu le Prix Aga Khan d'architecture en 1995.

## Biographie
Fabrizio Carola est le fils d'un ingénieur et d'une architecte. Il est diplômé, en 1956, de l'École nationale supérieure d'architecture La Cambre de Bruxelles et en 1961 de la Faculté d'architecture de l'université de Naples. Il fonde sa propre agence en 1963.
Ses premiers projets sont influencés par la préfabrication et les atouts d'une société industrielle. L'édifice à poutres porteuses de 1966, réalisé en collaboration avec Ettore Minervini et Luciano Boscotrecase est un exemple abouti de cette démarche.
Mais il va très vite développer une autre vision de l'architecture, plus humaine, plus respectueuse de l'environnement et plus proche de la société africaine. Son premier contact avec l'Afrique se fait de 1961 à 1963, au Maroc, alors qu'il travaille comme urbaniste sur une agglomération rurale.
En 1971, il part, en tant que directeur des travaux, construire à Mopti, au Mali, quelques édifices portuaires. Il s'imprègne alors de l'architecture vernaculaire de l'Afrique subsaharienne, et en particulier des techniques de construction nubiennes.
Du livre Construire avec le peuple de Hassan Fathy il absorbe particulièrement une méthode simple d'édification de coupoles à partir d'un compas. L'ingéniosité du système réside dans l'économie de matériaux. Ce système de coupole synthétise le mur vertical porteur et la structure horizontale (poutre et plancher) en un geste courbe continu, suffisant à héberger les activités humaines.
Fabrizio Carola a banni très tôt l'utilisation de ciment, de béton et de bois dans sa démarche architecturale ne voulant ni importer des matériaux, ni utiliser des ressources rares dans des pays arides. Le matériau principal qu'il a utilisé a dès lors été la terre, soit séchée soit cuite dans des fours qu'il a lui-même mis en place avec les habitants des villages. Le combustible utilisé est l'écorce de riz - pula -, déchet naturel incomestible.

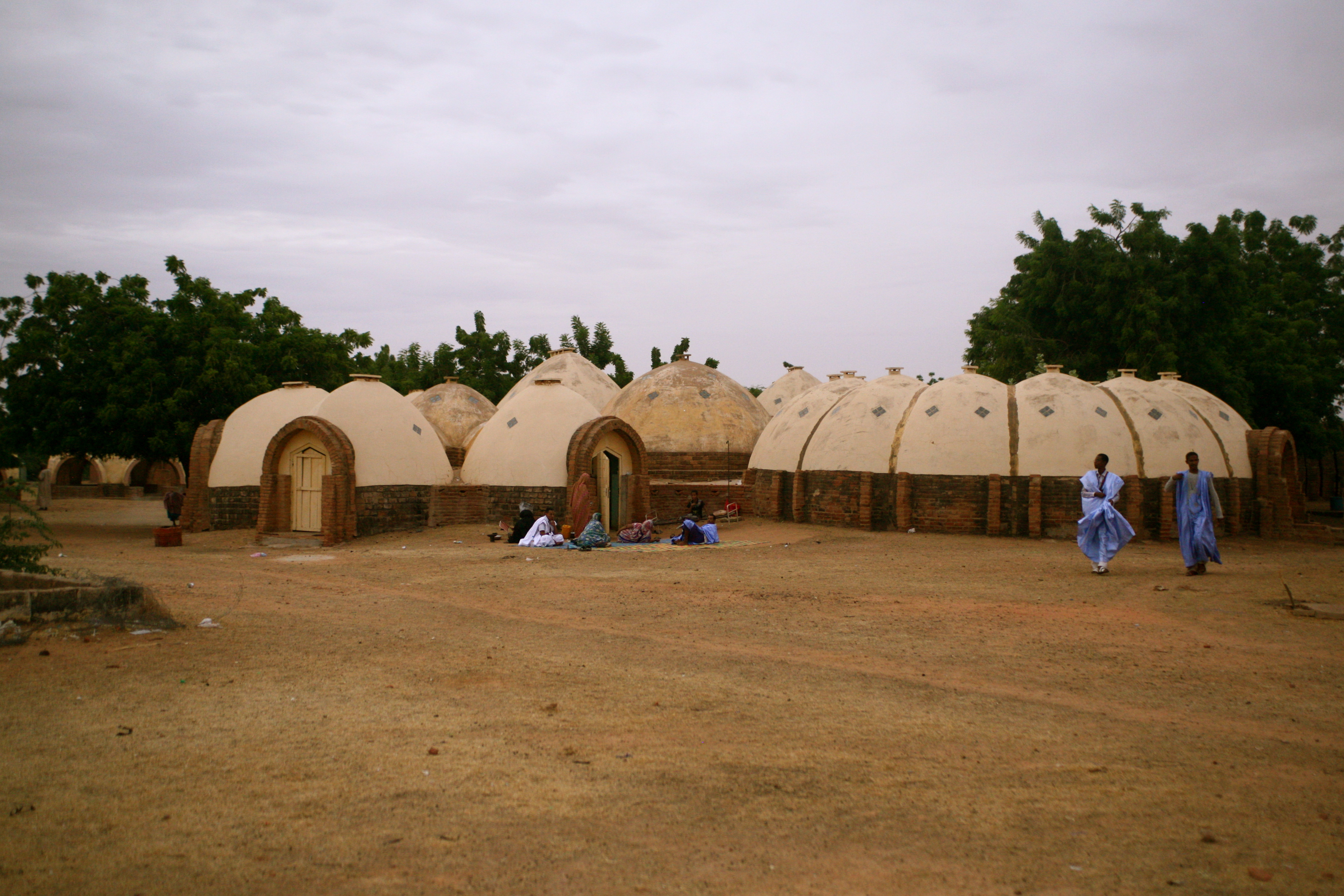
Extension de l'Hôpital Régional de Kaédi en Mauritanie. Les familles des patients campent directement autour des salles d'hospitalisation

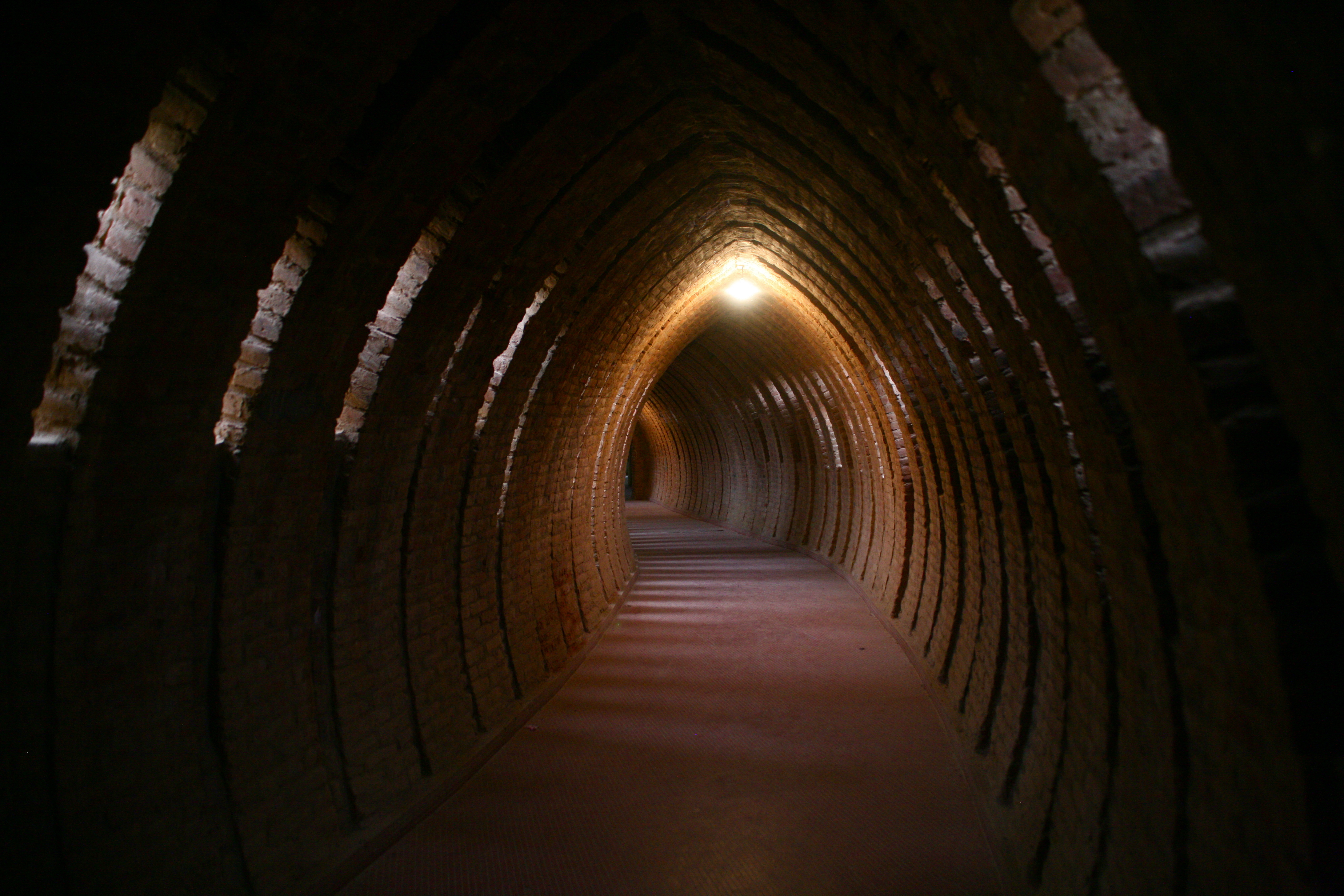
Couloir de l'Hôpital Régional de Kaédi, ventilé et rendu libre de toute occupation par les familles accompagnantes.

Les réalisations de sa deuxième période révèlent toutes cette utilisation du compas. L’hôpital de Kaédi en Mauritanie, construit en 1984 sur ce principe, lui vaudra le Prix Aga Khan en 1995. Cette extension de l'hôpital existant a non seulement une technique de construction simplement réalisable, efficace et économique; elle intègre aussi à l'architecture une donnée sociologique africaine importante, la famille élargie - la smala. En effet, le complexe hospitalier a été pensé afin de pouvoir accueillir toute la famille du patient sans que l'utilisation des voies de circulations intérieures en soient encombrées. L'astuce du plan est celle de rendre les chambres des patients accessibles de l'intérieur (passage médecins, infirmier(e)s, personnel) et de l'extérieur. En créant deux entrées, les médecins, les infirmier(e)s et le personnel accèdent aisément à chaque chambre. La famille, quant à elle, entre et sort à sa guise par le passage extérieur, ce qui lui permet de garder un contact étroit à son parent malade.
Les salles d'opérations de l'hôpital ont été traitées avec plus d'attention que les chambres. Ces salles requièrent des conditions climatiques plus stables et plus contrôlables. Ainsi, l'architecte aura pris le soin de construire une double peau - principe de régulation climatique utilisé dans de nombreux bâtiments contemporains. Deux coupoles de terre cuite, avec l'interstice d'air intermédiaire, rendent ainsi la température de la salle d'opération plus contrôlable et les opérations moins exposées aux risques d'infection.
D'autres édifices en dômes, coupoles et arcs elliptiques ont vu le jour en Afrique sub-saharienne. À Bandiagara, il construira le Centre de Médecine Traditionnelle et l'Hôtel Kambary; à Mopti il réhabilitera le marché central et construira le centre de technologie de la construction; à Gao, il érigera la mosquée et l'école et à Bamako, il construira le Centre de Création pour Enfants, le marché Hamadallaye, le marché des herbes médicinales, la maison Herzog et un prototype de maison en terre.
Fabrizio Carola a construit de cette manière principalement au Mali et en Mauritanie. Plus récemment, il a construit dans le sud de l'Europe, notamment dans les alentours de Naples, où le climat est similaire à ceux des pays sub-sahariens.
En 2005 il a reçu le prix de l'architecture méditerranéenne. En 2008, il a été nommé au prix du Global Award for Sustainable Architecture, aux côtés d'Alejandro Aravena d'Elemental, Andrew Freear de Rural Studio, Philippe Samyn et de Carin Smuts.
Il est fondateur de la Napoli Europa Africa, une Ong napolitaine.